# Новолесное (деревня)
Новоле́сное — деревня в Ростовском районе Ярославской области, относится к Петровскому сельскому поселению.

## География
Деревня расположена в 118 км от Ярославля, 70 км от Переславля-Залесского в окружении леса и сельскохозяйственных полей. На севере граничит с селом Рославлево.

## Население
| 2007 | 2010 |
| ---- | ---- |
| 2    | ↘1   |

В летний период в деревню приезжают дачники.

### Известные жители
- Козлов, Николай Александрович (1913—1966) — танкист Великой Отечественной войны, Герой Советского Союза (1945).

## Инфраструктура
Основа экономики — личное подсобное хозяйство. Имеется пруд, таксофон, остатки разрушенного скотного двора
Почтовое отделение № 152006, расположенное в селе Фатьяново, на октябрь 2022 года обслуживает в деревне 16 домов.

## Транспорт
От трассы М8 «Холмогоры» до деревни проходит автомобильная дорога «Осокино — Рославлево». От Рославлево идёт грунтовая дорога.